# الصحراء الشرقية

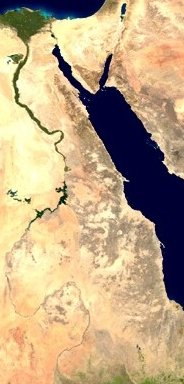
الصحراء الشرقية يحدها وادي النيل والبحر الأحمر

الصحراء الشرقية هي جزء من الصحراء الكبرى تقع شرق نهر النيل. تغطي مساحة 223,000 كيلومتر مربع (86000 ميل مربع) من شمال شرق إفريقيا. يحدها من الغرب نهر النيل ومن الشرق البحر الأحمر وخليج السويس. تمتد الصحراء عبر مصر وإريتريا والسودان وإثيوبيا.
تتكون الصحراء الشرقية من سلسلة جبال موازية للساحل وهضاب رسوبية واسعة تمتد على جانبي الجبال وساحل البحر الأحمر. يختلف هطول الأمطار والمناخ والغطاء النباتي والحياة الحيوانية في الصحراء بين هذه المناطق المختلفة. كانت الصحراء الشرقية على مر التاريخ موقعًا لتعدين مواد البناء، فضلاً عن المعادن الثمينة وشبه النفيسة، تاريخيا احتوت على العديد من طرق التجارة المؤدية من وإلى البحر الأحمر بما في ذلك قناة السويس.

## الأهمية الاستراتيجية

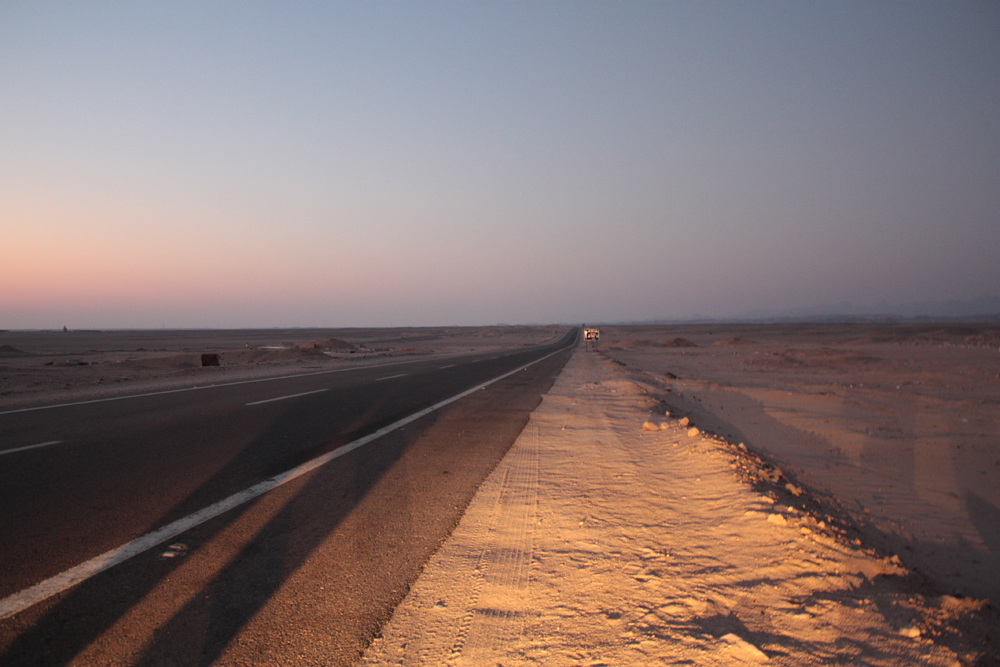
طريق سفاجا - الغردقة يوازي الحد الشرقي للصحراء الشرقية.

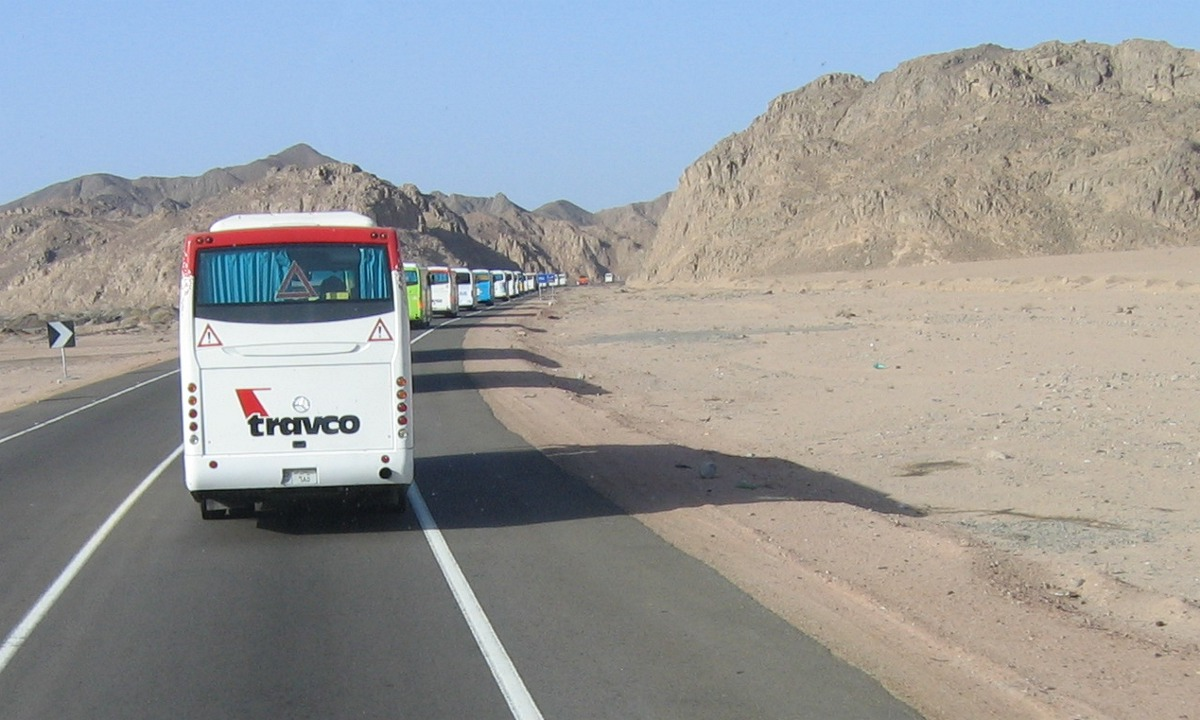
قافلة حافلات سياحية على طريق الغردقة - الأقصر الذي يخترق الصحراء الشرقية.

وقد كانت أرضا للكثير من الصراعات آخرها حرب أكتوبر لكونها تتصل جغرافيًا بسيناء وقديمًا كانت بالنسبة للفراعنة مثل سور يتحصّنون به ضد الهجمات القادمة من الطرف الآخر.[بحاجة لمصدر]

## البنية التحتية
تصل عدة طرق صحراوية مشابهة بين وادي النيل وريفييرا البحر الأحمر، ويحدها من الشرق والغرب طرق صحراوية تصل شمال مصر بجنوبها.

## الاستغلالات الاقتصادية
بها نشاطات تعدينية ففيها مناجم ذهب (أكبرها منجم السكري) والـفوسفات والـكوارتز والـبيرليت والأحجار الكريمة من الـزبرجد وغيرها.
كما أنّها مقصد مهم على خارطة السياحة في مصر، حيث تحظى الرحلات البرية «الـسفاري» بإقبال السياح.

## المميزات الجغرافية

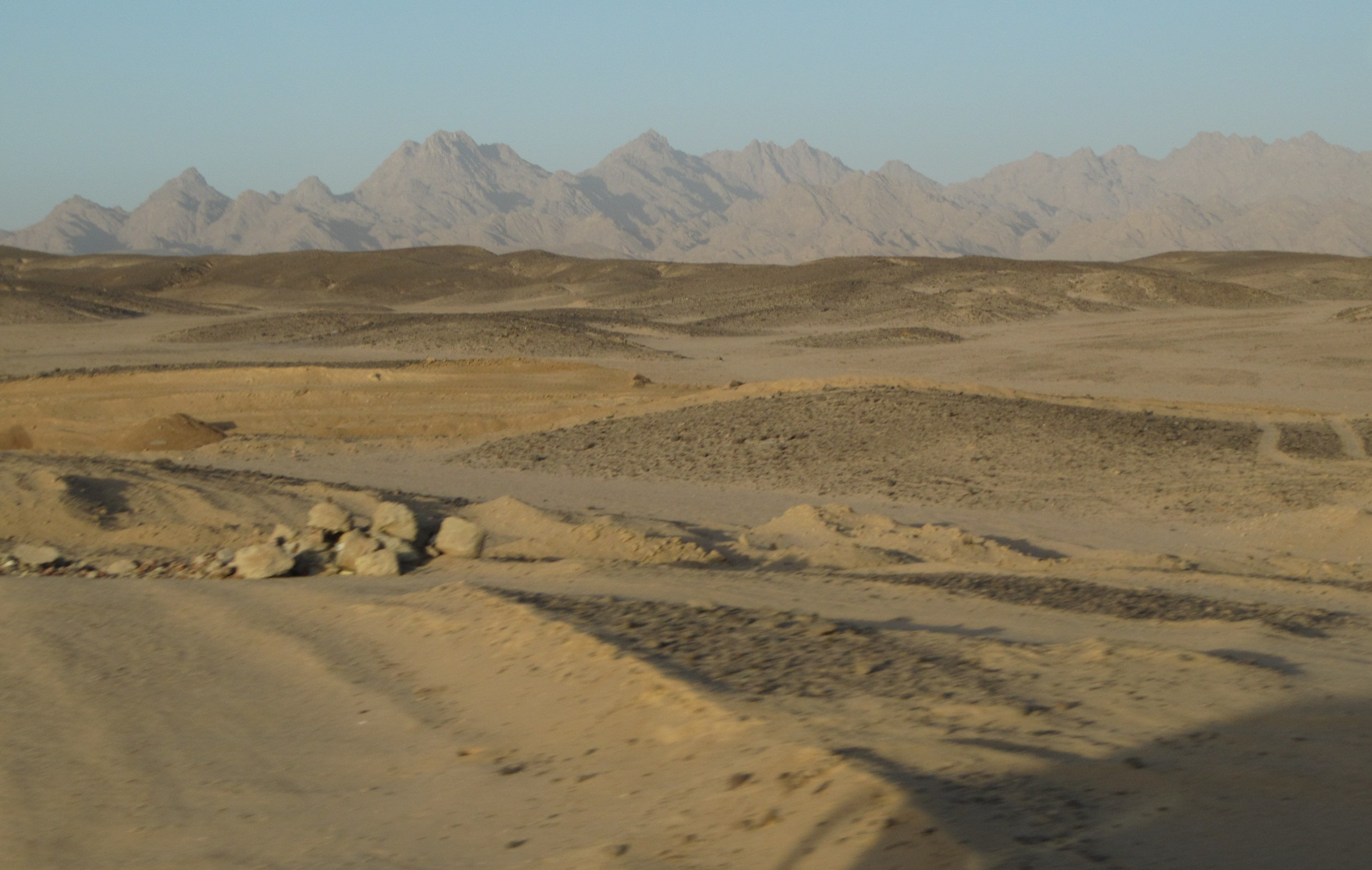
السلسلة الجبلية التي تمتد بطول الصحراء الشرقية، قرابة الغردقة

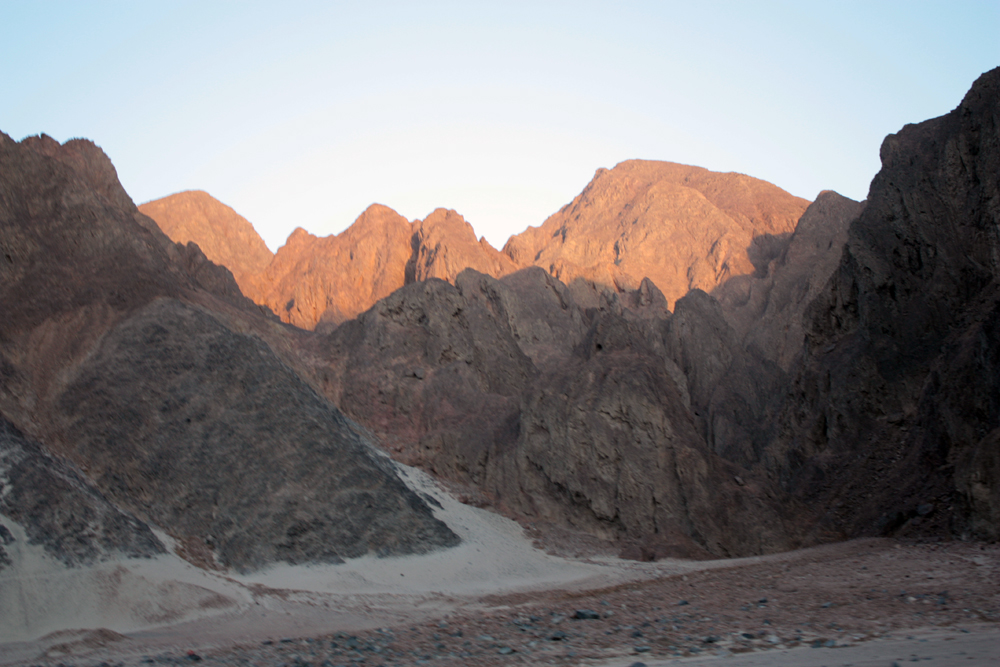
سلسلة جبلية قرابة قنا

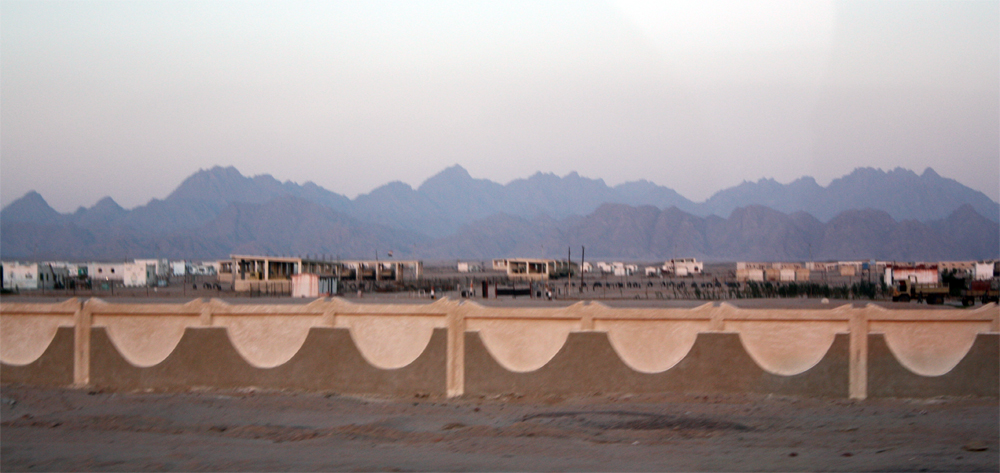
جبل شايب البنات

تتميز الصحراء الشرقية بعدة معالم جغرافية هامة، فيحدها من الغرب وادي النيل ومن الشرق ريفييرا البحر الأحمر، وبطول ساحل البحر الأحمر تمتد سلسلة جبلية، أعلى قممها جبل شايب البنات. وفيها مناطق بيئية مهمة، ففي أقصى جنوبها محمية وادي الجمال - حماطة وجبل علبة.